# Rövarhällor
Rövarhällor är en ö i Finland. Den ligger i Norra kvarken och i kommunen Malax i den ekonomiska regionen  Vasa i landskapet Österbotten, i den västra delen av landet. Ön ligger omkring 22 kilometer sydväst om Vasa och omkring 360 kilometer nordväst om Helsingfors.
Öns area är 2,5 hektar och dess största längd är 340 meter i nord-sydlig riktning. I omgivningarna runt Rövarhällor växer i huvudsak blandskog.